# Bride of Re-Animator
Bride of Re-Animator er en amerikansk film fra 1990 af Brian Yuzna.

## Medvirkende
- Jeffrey Combs som Dr. Herbert West
- Bruce Abbott som Dr. Dan Cain
- Claude Earl Jones somLeslie Chapham
- Fabiana Udenio som Francesca Danelli
- David Gale som Dr. Carl Hill
- Kathleen Kinmont som Gloria / The Bride
- Mel Stewart som Dr. Wilbur Graves
- Irene Forrest som Nurse Shelley